# Platycnemis pseudalatipes
Platycnemis pseudalatipes är en trollsländeart. Platycnemis pseudalatipes ingår i släktet Platycnemis och familjen flodflicksländor. IUCN kategoriserar arten globalt som otillräckligt studerad.

## Underarter
Arten delas in i följande underarter:
- P. p. pallida
- P. p. pseudalatipes